# Curia regia (España)
La Curia regia (del latín Curia regis, que significa "consejo real" o "corte del rey") fue el nombre de una institución política que compartía con el rey, o el principe, el gobierno y la administración del reino, o dominio, ejerciendo funciones de asesoramiento y ocupando cargos, o realizando determinados servicios, de asistencia política y militar. Era una institución común en los estados hispanocristianos de la Edad Media, pero también presente en otros reinos europeos occidentales. La figura del rey entonces distaba del concepto más moderno, de carácter más absolutista, y ejercía un poder compartido, y apoyado, en un grupo de notables con quienes compartía la potestad regia. Esta institución «desde el siglo XII fue designada en todos los Estados de la Reconquista con el nombre de Curia o Cort.»

## Origen de las Cortes
El concepto, la institución, fue evolucionando ostensiblemente desde la Alta Edad Media a la Baja Edad Media. En un principio «esta asamblea o junta estaba constituida corrientemente por una reunión de magnates seglares y eclesiásticos y de oficiales del palacio del Príncipe, los cuales integraban una asamblea palatina llamada "Curia ordinaria".» Durante la Baja Edad Media, se convocaba esa asamblea pero con una participación más amplia, como "Curia extraordinaria" donde participan otros estamentos como las universidades (entendidas como comunidades de interés común, no en el sentido académico actual), buenas villas, y otros grupos sociales de ciudadanos. Con el tiempo estas curias extraordinarias constituirán una nueva institución, las Cortes, como «la asamblea representativa de los estamentos sociales».

## Evolución medieval
La Curia regia podía, según la importancia o la complejidad del caso a tratar, ser ordinaria o plena. Para resolver los asuntos más normales, al rey le solía bastar el asesoramiento de componentes de su séquito como el mayordomo, el alférez o el canciller o los parientes más allegados como su esposa, hermanos e hijos. Esta Curia, llamada ordinaria, tenía su antecedente inmediato en el Aula regia visigótica y el Palatium de los reinos asturiano y leonés, que solía ser trashumante, al acompañar al rey en sus diferentes desplazamientos. Este tipo de curia evolucionó posteriormente y, con la especialización, también pudo ejercer de tribunal supremo de justicia y es antecedente, a su vez, del Consejo Real.
Alternativamente, cuando la ocasión lo requería, el rey convocaba una Curia Plena (o Pregonada), donde a los componentes anteriores se les unían los prelados de alta jerarquía y grandes nobles del reino, reunidos en concilium. 
La primera Curia regia leonesa fue convocada por Alfonso V en 1017, y legisló civilmente el Fuero de León con preceptos que inician la inviolabilidad del domicilio, la libertad de comercio y primeros derechos de la mujer entre otros, además de la creación del Concejo de la Ciudad, que legislaba todos los años sobre los pesos y medidas del Mercado, entre otros asuntos. 
Como consecuencia de los cambios económicos y sociales, con el aumento de la producción agrícola y artesana y su consiguiente comercio así como el renacimiento de las ciudades, los monarcas se ven obligados a abrir la Curia a ciudadanos representantes del estamento popular, habitantes de ciudades y villas, que prestaban  principalmente, una ayuda económica o militar. Este acceso a la Curia de la burguesía —que se sumaba así a los otros dos estamentos, nobleza y clero— llegaría a ser concedido por vez primera por Alfonso IX de León en 1188, y determinaría la conversión de la Curia Plena en Cortes. Estas Cortes de León llegaron a ser el primer cuerpo parlamentario en Europa Occidental.
Otros reinos cristianos peninsulares siguieron el ejemplo leonés. Así, Castilla celebró sus primeras Cortes en Sevilla en 1250 (que llegarían a unirse con las de León en Burgos, en 1301, siendo llamadas desde entonces Cortes Generales), Aragón las Cortes de Huesca de 1247, Valencia en 1283, y Navarra a comienzos del siglo XIV.